# IIHF European Women Champions Cup 2004
Der IIHF European Women Champions Cup 2004 war die erste Austragung des von der Internationalen Eishockey-Föderation IIHF ausgetragenen Wettbewerbs. Am vom 15. Oktober bis 19. Dezember 2004 ausgetragenen Turnier nahmen zehn Mannschaften aus zehn Ländern teil. Die Finalrunde wurde vom 17. bis 19. Dezember 2004 im schwedischen Stockholm ausgetragen.
Zwei Finalrundenteilnehmer waren gesetzt, der Gastgeber AIK Solna sowie die Espoo Blues aus Finnland, als Vertreter der am höchsten platzierten Länder nach der IIHF-Weltrangliste 2004, die für das Turnier gemeldet hatten. Die beiden weiteren Finalteilnehmer wurden in zwei Qualifikationsturnieren ermittelt.

## Qualifikation
Die Spiele der Qualifikation fanden vom 15. bis zum 17. Oktober 2004 statt. Als Austragungsort für die Gruppe A fungierte das lettische Ventspils und in Bozen wurden die Spiele der Gruppe B ausgetragen.

### Gruppe A
Das Turnier im lettischen Ventspils konnte der russische Meister SKIF Moskau zu seinen Gunsten entscheiden und sich damit für die Finalrunde der besten vier Mannschaften qualifizieren. Bereits im ersten Turnierspiel konnten sie den späteren Tabellenzweiten, DSHNK Almaty, besiegen und den Grundstein für die erfolgreiche Qualifikation legen. Mit weiteren Siegen über die überforderte Mannschaft des MHK Martin und über die Gastgeberinnen von SHK Laima Riga sicherten sich die Damen aus Moskau das Finalrundenticket.
| 15. Oktober 2004 | DSHNK Almaty   | 1:4 (-:-, -:-, -:-)  | SKIF Moskau    | Ledus halle, Ventspils Zuschauer: |
| 15. Oktober 2004 | SHK Laima Riga | 6:1 (0:0, 5:0, 1:1)  | MHK Martin     | Ledus halle, Ventspils Zuschauer: |
| 16. Oktober 2004 | SKIF Moskau    | 12:0 (-:-, -:-, -:-) | MHK Martin     | Ledus halle, Ventspils Zuschauer: |
| 16. Oktober 2004 | SHK Laima Riga | 0:5 (0:3, 0:1, 0:1)  | DSHNK Almaty   | Ledus halle, Ventspils Zuschauer: |
| 17. Oktober 2004 | MHK Martin     | 0:14 (-:-, -:-, -:-) | DSHNK Almaty   | Ledus halle, Ventspils Zuschauer: |
| 17. Oktober 2004 | SKIF Moskau    | 5:3 (2:1, 1:2, 2:0)  | SHK Laima Riga | Ledus halle, Ventspils Zuschauer: |

| Pl. |                | Sp | S | U | N | Tore  | Punkte |
| --- | -------------- | -- | - | - | - | ----- | ------ |
| 1.  | SKIF Moskau    | 3  | 3 | 0 | 0 | 21:04 | 6      |
| 2.  | DSHNK Almaty   | 3  | 2 | 0 | 1 | 20:04 | 4      |
| 3.  | SHK Laima Riga | 3  | 1 | 0 | 2 | 09:11 | 2      |
| 4.  | MHK Martin     | 3  | 0 | 0 | 3 | 01:32 | 0      |

### Gruppe B
Die Gruppe B sah den Schweizer Meister EV Zug souverän das Finalturnier erreichen. Die Schweizerinnen konnten alle ihre Begegnungen souverän gewinnen und beendeten das Turnier mit nur zwei Gegentoren. Den dritten Rang belegten die Damen des HC Cergy-Pontoise aus Frankreich. Auf dem vierten und letzten Rang enttäuschten die Gastgeberinnen des HC Eagles Bozen.
| 15. Oktober 2004 | Herlev Eagles     | 4:4 (1:2, 3:0, 0:2) | HC Eagles Bozen   | Eiswelle, Bozen Zuschauer: |
| 15. Oktober 2004 | EV Zug            | 4:0 (1:0, 3:0, 0:0) | HC Cergy-Pontoise | Eiswelle, Bozen Zuschauer: |
| 16. Oktober 2004 | HC Cergy-Pontoise | 3:3 (2:0, 1:1, 0:2) | Herlev Eagles     | Eiswelle, Bozen Zuschauer: |
| 16. Oktober 2004 | HC Eagles Bozen   | 0:4 (0:1, 0:2, 0:1) | EV Zug            | Eiswelle, Bozen Zuschauer: |
| 17. Oktober 2004 | EV Zug            | 4:2 (2:0, 2:0, 0:2) | Herlev Eagles     | Eiswelle, Bozen Zuschauer: |
| 17. Oktober 2004 | HC Cergy-Pontoise | 6:3 (1:2, 1:0, 4:1) | HC Eagles Bozen   | Eiswelle, Bozen Zuschauer: |

| Pl. |                   | Sp | S | U | N | Tore  | Punkte |
| --- | ----------------- | -- | - | - | - | ----- | ------ |
| 1.  | EV Zug            | 3  | 3 | 0 | 0 | 12:02 | 6      |
| 2.  | HC Cergy-Pontoise | 3  | 1 | 1 | 1 | 09:10 | 3      |
| 3.  | Herlev Eagles     | 3  | 0 | 2 | 1 | 09:11 | 2      |
| 4.  | HC Eagles Bozen   | 3  | 0 | 1 | 2 | 07:14 | 1      |

## Super Final
Das Super Final fand vom 17. bis 19. Dezember 2004 in der schwedischen Hauptstadt Stockholm statt. Gesetzt waren der schwedische Meister und Gastgeber AIK Solna sowie der finnische Meister Espoo Blues. Hinzu kamen die beiden Qualifikanten der vorangegangenen Runde, der Schweizer Meister EV Zug und der russische Titelträger SKIF Moskau.
Nach dem ersten Spieltag setzte sich zur Überraschung vieler der EV Zug nach einem knappen Sieg über die Espoo Blues an die Tabellenspitze, während sich Solna und Moskau 2:2-Unentschieden trennten. Am zweiten Turniertag verdrängten allerdings die Gastgeber nach einem deutlichen 7:2-Sieg im direkten Duell die Eidgenössinnen von der Spitzenposition. Somit gingen die Schwedinnen mit einem Punkt Vorsprung in das abschließende Duell gegen die Espoo Blues, die Moskau besiegt hatten. Durch einen 5:3-Sieg sicherten sie sich den ersten Europapokal in der Geschichte des Fraueneishockeys.
| 17. Dezember 2004 | Espoo Blues | 2:3 (0:1, 1:0, 1:2) | EV Zug      | Ritorps Ishall, Stockholm Zuschauer: 50  |
| 17. Dezember 2004 | AIK Solna   | 2:2 (1:1, 1:1, 0:0) | SKIF Moskau | Ritorps Ishall, Stockholm Zuschauer: 250 |
| 18. Dezember 2004 | Espoo Blues | 2:1 (1:0, 1:0, 0:1) | SKIF Moskau | Ritorps Ishall, Stockholm Zuschauer: 100 |
| 18. Dezember 2004 | AIK Solna   | 7:2 (1:0, 5:1, 1:1) | EV Zug      | Ritorps Ishall, Stockholm Zuschauer:     |
| 19. Dezember 2004 | SKIF Moskau | 4:1 (1:0, 1:0, 2:1) | EV Zug      | Ritorps Ishall, Stockholm Zuschauer: 219 |
| 19. Dezember 2004 | AIK Solna   | 5:3 (3:0, 2:1, 0:2) | Espoo Blues | Ritorps Ishall, Stockholm Zuschauer: 352 |

| Pl. |             | Sp | S | U | N | Tore  | Punkte |
| --- | ----------- | -- | - | - | - | ----- | ------ |
| 1.  | AIK Solna   | 3  | 2 | 1 | 0 | 14:07 | 5      |
| 2.  | SKIF Moskau | 3  | 1 | 1 | 1 | 07:05 | 3      |
| 3.  | EV Zug      | 3  | 1 | 0 | 2 | 06:13 | 2      |
| 4.  | Espoo Blues | 3  | 1 | 0 | 2 | 07:09 | 2      |

## Statistik

### Beste Scorerinnen
Abkürzungen: Sp = Spiele, T = Tore, V = Vorlagen, Pkt = Punkte, +/- = Plus/Minus; Fett: Turnierbestwert
| Spieler             | Team  | Sp | T | V | Pkt | +/− | SM |
| ------------------- | ----- | -- | - | - | --- | --- | -- |
| Pernilla Winberg    | Solna | 3  | 6 | 2 | 8   | +7  |    |
| Danijela Rundqvist  | Solna | 3  | 4 | 1 | 5   | +6  | 6  |
| Karoliina Rantamäki | Espoo | 3  | 2 | 2 | 4   | ±0  |    |
| Jeanette Marty      | Zug   | 3  | 2 | 1 | 3   | ±0  |    |
| Laura Ruhnke        | Zug   | 3  | 1 | 2 | 3   | −2  |    |

### Beste Torhüterinnen
Abkürzungen: Sp = Spiele, TOI = Eiszeit (in Minuten), GT = Gegentore, SO = Shutouts, Sv% = gehaltene Schüsse (in %), GTS = Gegentorschnitt; Fett: Turnierbestwert
| Spieler             | Team   | Sp | TOI    | GT | SO | Sv%   | GTS  |
| ------------------- | ------ | -- | ------ | -- | -- | ----- | ---- |
| Irina Gaschennikowa | Moskau | 3  | 180:00 | 4  | 1  | 95,00 | 1,33 |
| Kim Martin          | Solna  | 3  | 180:00 | 5  | 0  | 93,83 | 1,67 |

## Auszeichnungen
Spielertrophäen
| Auszeichnung        | Spieler            | Team        |
| ------------------- | ------------------ | ----------- |
| Beste Torhüterin    | Kim Martin         | AIK Solna   |
| Beste Verteidigerin | Päivi Halonen      | Espoo Blues |
| Beste Stürmerin     | Danijela Rundqvist | AIK Solna   |

### Siegermannschaft
| European-Women-Champions-Cup-Sieger AIK Solna | Torhüterinnen: Kim Martin, Jessica Sandén Verteidigerinnen: Malin Åberg, Emilia Andersson, Emelie Berggren, Frida Hemstad, Elin Holmlöv, Andréa Morger, Linn Risendahl, Henrietta Varviharju Angreiferinnen: Gizela Blom, Desirée Byström, Lisa Flemström, Nanna Hamell, Caroline Hammerheim, Maria Hortell, Angelica Lorsell, Emilie O’Konor, Josefin Rudberg, Danijela Rundqvist, Katarina Timglas, Pernilla Winberg, Sofia Wöchtl, Sophie Zakrisson Cheftrainer: Joachim Ahlgren |